# 13633 Айвенс
13633 Айвенс (13633 Ivens) — астероїд головного поясу, відкритий 17 листопада 1995 року.
Тіссеранів параметр щодо Юпітера — 3,691.